# Fussgängersteg Birchweid
Der Fussgängersteg Birchweid in Pfäffikon SZ im Kanton Schwyz erschliesst das hoch über dem Ort gelegene Naherholungsgebiet Buechwald–Löliwald, das 1964/1965 durch den Bau der neuen Nationalstrasse N3 (der heutigen Autobahn A3) vom Ort abgeschnitten wurde.
Der von René Walther entworfene Steg war die erste in Europa gebaute öffentlich zugängliche Spannbandbrücke und bildete das Vorbild zahlreicher Fussgängerbrücken auf der ganzen Welt. Kurz zuvor war lediglich eine industrielle Spannbandbrücke errichtet worden, die Transportbandbrücke der Zementfabrik Holderbank-Wildegg in Möriken-Wildegg AG. Zur gleichen Zeit, aber in Europa kaum beachtet, liess Leonel Viera in Uruguay die später nach ihm benannte Puente Leonel Viera bauen, eine zweispurige Strassenbrücke nach demselben Prinzip.

## Beschreibung
Der Fussgängersteg Birchweid ist 48 m lang und 2,80 m breit. Da die beiden Richtungsfahrbahnen der A3 wegen der Hanglage um rund 3 m in der Höhe versetzt sind, hat er ein Gefälle von ~ 15 %. Die Dicke der Brückenplatte beträgt in der Mitte 18 cm und nimmt nach aussen bis auf 12 cm ab, bevor sie in einem 16 cm starken Randbalken zur Aufnahme der Geländer mündet. Gegen die Auflager hin wird sie 36 cm dick, um einen Knick zwischen der dünnen Platte und den weit auskragenden Widerlagern zu vermeiden.
Die Spannweite zwischen den Auflagern beträgt ungefähr 40 m, sie variiert, da sich der Durchhang von 40 cm mit der Belastung und der Temperatur etwas ändert. Fussgängerbrücken könnten normalerweise einen stärkeren Durchhang haben, der aber hier wegen des 15 %igen Gefälles nicht möglich war, da der Anstieg im oberen Teil der Brücke sonst zu steil geworden wäre. Der mittlere Durchhang von 40 cm reduziert sich im Winter bei minus 20 °C auf 29 cm und vergrössert sich im Sommer unter Volllast auf maximal 55 cm.
In der Platte sind sechs VSL-Spannglieder gleichmässig verteilt, die zusammen eine zulässige Gesamtseilkraft von 702 Tonnen haben. Sie nehmen die Zugkräfte auf, die an den Widerlagern umgeleitet werden zu Felsankern, die 15 bis 25 m tief in den felsigen Untergrund reichen. Die Seilkraft bewirkt auch eine Vorspannung der Brückenplatte, die dadurch verstärkt und stabilisiert wird.
Vor dem Einbau von Belag und Geländern wurden vom Eidgenössische Materialprüfungs- und Forschungsanstalt (EMPA) Belastungs- und Schwingungstests mit fünf Fussgängern und drei VW-Käfern vorgenommen, die sämtlich erfolgreich durchgeführt wurden.
2003 wurde die Brücke generalüberholt.